# Oulad Dahou
Oulad Dahou Ibn zabou est une commune rurale marocaine de la préfecture d'Inezgane-Aït Melloul, dans la région de Souss-Massa-Drâa. Elle a une population totale de 12 902 habitants (2004).